# Objaw Naffzigera
Objaw Naffzigera – objaw neurologiczny z grupy objawów korzeniowych. Polega na wystąpieniu reakcji bólowej w okolicy krzyżowo-lędźwiowej i w chorej kończynie dolnej po ucisku na żyły szyjne u pacjenta leżącego na wznak. Nie zaleca się wykonywania tego testu ze względu na ryzyko wywołania odruchu z zatoki żylnej bądź mobilizacji blaszki miażdżycowej z tętnicy szyjnej u chorych z miażdżycą. Opisany przez amerykańskiego neurochirurga Howarda Christiana Naffzigera.